# Silene auriculifolia
Silene auriculifolia är en nejlikväxtart som beskrevs av Auguste Nicolas Pomel. Silene auriculifolia ingår i släktet glimmar, och familjen nejlikväxter. Inga underarter finns listade i Catalogue of Life.